# Buathra excavata
Buathra excavata är en stekelart som först beskrevs av Cameron 1905.  Buathra excavata ingår i släktet Buathra och familjen brokparasitsteklar. Inga underarter finns listade.